# Ali Dinar
Ali Dinar (arabe : علي دينار, romanisé : ʿAlī Dīnār ; vers 1856 – 6 novembre 1916) fut le dernier sultan du Darfour et dirigeant de la dynastie Keira. En 1898, avec le déclin des mahdiste, il parvient à reconquérir l'indépendance du Darfour. Son sultanats comme le royaume du Ouaddaï fut partagé entre la France et le Royaume-Uni. Il participe à la guerre du Ouaddaï contre les français et supporte Mohamed Daoud Mourra ibn Yousouf. Il fut tué au combat lors de l'expédition anglo-égyptienne au Darfour en 1916. Son épée fut prise et est exposée au British Museum.Une rébellion menée par lui en 1915 - dans le contexte de son soutien à l'Empire ottoman pendant la Première Guerre mondiale - a conduit le gouvernement britannique à lancer l'invasion du Darfour, au cours de laquelle il a été tué au combat, après quoi son sultanat fut incorporé au Soudan anglo-égyptien,.